# Hans Stam
Hans Stam, född 2 april 1919 i Cheribon i Nederländska Ostindien, död 25 juni 1996 i Haag, var en nederländsk vattenpolospelare. Han representerade Nederländerna vid olympiska sommarspelen 1948 i London.
Stam spelade fem matcher i den olympiska vattenpoloturneringen 1948.